# Via Aretina
Via Aretina è una delle arterie più lunghe del comune di Firenze e ne attraversa alcuni sobborghi della periferia orientale: Varlungo e Rovezzano.

## Storia e descrizione
La via è l'antica direttrice cittadina che usciva verso est, in direzione Arezzo, appunto. Parallela al corso dell'Arno, sul lato nord, entra oggi nel confine del comune di Fiesole, con la zona del Girone, e poi in quello di Pontassieve. In antico si chiamava infatti "via di Pontassieve".
Tra le architetture che vi si affacciano spiccano la villa Favard di Rovezzano e la villa del Loretino.